# Puchar Trzech Narodów 2008
Puchar Trzech Narodów 2008 (2008 Tri Nations Series) – trzynasta edycja Pucharu Trzech Narodów, corocznego turnieju w rugby union rozgrywanego pomiędzy zrzeszonymi w SANZAR trzema najlepszymi zespołami narodowymi półkuli południowej – Australii, Nowej Zelandii i RPA – będącymi też jednocześnie trzema najlepszymi drużynami świata. Turniej odbywał się systemem kołowym pomiędzy 5 lipca a 13 września 2008 roku.
Zwycięstwo w turnieju reprezentacja Nowej Zelandii zapewniła sobie dopiero w ostatnim meczu, pokonując wygrywających do przerwy Wallabies. Dla All Blacks był to czwarty z rzędu triumf w zawodach, a zarazem szósty w ciągu siedmiu lat.

## Mecze
| 5 lipca 200819:35 | Nowa Zelandia                 | 19:8(9:8) | Południowa Afryka        | Westpac Stadium, Wellington Widzów: 36 568 Sędzia: Stuart Dickinson |
| 5 lipca 200819:35 | Carter 14 (pd 4K) Kaino 5 (P) | 19:8(9:8) | James 3 (K) Habana 5 (P) | Westpac Stadium, Wellington Widzów: 36 568 Sędzia: Stuart Dickinson |

| 12 lipca 200819:35 | Nowa Zelandia                     | 28:30(15:17) | Południowa Afryka                                                                | Carisbrook, Dunedin Widzów: 35 000 Sędzia: Matt Goddard |
| 12 lipca 200819:35 | Carter 23 (pd dg 6K) Lauaki 5 (P) | 28:30(15:17) | James 9 (dg 2K) F. Steyn 2 (pd) Montgomery 9 (3K) Pietersen 5 (P) Januarie 5 (P) | Carisbrook, Dunedin Widzów: 35 000 Sędzia: Matt Goddard |
| 12 lipca 200819:35 | Matfield                          | 28:30(15:17) |                                                                                  | Carisbrook, Dunedin Widzów: 35 000 Sędzia: Matt Goddard |

| 19 lipca 200818:05 | Australia                                              | 16:9(5:3) | Południowa Afryka        | Subiaco Oval, Perth Widzów: 41 838 Sędzia: Bryce Lawrence |
| 19 lipca 200818:05 | Barnes 3 (dg) Giteau 3 (K) Tuqiri 5 (P) Mortlock 5 (P) | 16:9(5:3) | James 3 (K) Steyn 6 (2K) | Subiaco Oval, Perth Widzów: 41 838 Sędzia: Bryce Lawrence |

| 26 lipca 200820:05 | Australia                                                              | 34:19(17:12) | Nowa Zelandia                                        | Telstra Stadium, Sydney Sędzia: Craig Joubert |
| 26 lipca 200820:05 | Giteau 14 (4pd dg K) Horwill 5 (P) Hynes 5 (P) Elsom 5 (P) Cross 5 (P) | 34:19(17:12) | Carter 4 (2pd) Hore 5 (P) Ellis 5 (P) Muliaina 5 (P) | Telstra Stadium, Sydney Sędzia: Craig Joubert |
| 26 lipca 200820:05 | Thorn                                                                  | 34:19(17:12) |                                                      | Telstra Stadium, Sydney Sędzia: Craig Joubert |

| 2 sierpnia 200819:35 | Nowa Zelandia                                    | 39:10(21:10) | Australia                           | Eden Park, Auckland Sędzia: Mark Lawrence |
| 2 sierpnia 200819:35 | Carter 19 (2pd 5K) Nonu 10 (2P) Woodcock 10 (2P) | 39:10(21:10) | Giteau 5 (pd K) Ashley-Cooper 5 (P) | Eden Park, Auckland Sędzia: Mark Lawrence |

| 16 sierpnia 200815:00 | Południowa Afryka                          | 0:19(0:5) | Nowa Zelandia | Newlands Stadium, Kapsztad Widzów: 49 653 Sędzia: Matt Goddard |
| 16 sierpnia 200815:00 | Carter 9 (P 2pd) Smith 5 (P) Mealamu 5 (P) | 0:19(0:5) |               | Newlands Stadium, Kapsztad Widzów: 49 653 Sędzia: Matt Goddard |

| 23 sierpnia 200815:00 | Południowa Afryka                            | 15:27(0:10) | Australia                                                     | ABSA Stadium, Durban Widzów: 48 123 Sędzia: Lyndon Bray |
| 23 sierpnia 200815:00 | Montgomery 2 (pd) James 3 (K) Jacobs 10 (2P) | 15:27(0:10) | Giteau 12 (3pd 2K) Robinson 5 (P) Tuqiri 5 (P) Mortlock 5 (P) | ABSA Stadium, Durban Widzów: 48 123 Sędzia: Lyndon Bray |

| 30 sierpnia 200815:00 | Południowa Afryka                                                                                       | 53:8(27:3) | Australia                   | Ellis Park, Johannesburg Widzów: 54 219 Sędzia: Bryce Lawrence |
| 30 sierpnia 200815:00 | Montgomery 4 (2pd) James 9 (3pd K) Jacobs 5 (P) Bekker 5 (P) Nokwe 20 (4P) Ndungane 5 (P) Pienaar 5 (P) | 53:8(27:3) | Giteau 3 (K) Mitchell 5 (P) | Ellis Park, Johannesburg Widzów: 54 219 Sędzia: Bryce Lawrence |

| 13 września 200820:05 | Australia                                                      | 24:28(10:7) | Nowa Zelandia                                               | Suncorp Stadium, Brisbane Sędzia: Jonathan Kaplan |
| 13 września 200820:05 | Giteau 9 (3pd K) Ashley-Cooper 5 (P) Horwill 5 (P) Cross 5 (P) | 24:28(10:7) | Carter 13 (P 4pd) Muliaina 5 (P) Weepu 5 (P) Woodcock 5 (P) | Suncorp Stadium, Brisbane Sędzia: Jonathan Kaplan |